# Thomas Häßler
Thomas Häßler (Berlín Occidental, 30 de mayo de 1966) es un exfutbolista alemán. Jugaba de centrocampista.

## Selección nacional
Häßler fue internacional por Selección de fútbol de Alemania en 101 ocasiones, en las que anotó 11 goles. Con la selección alemana se coronó campeón de la Copa Mundial de Fútbol de 1990, jugando en la final contra Argentina, actual campeona del torneo y también conquistó la Eurocopa de fútbol 1996, torneo que fue celebrado en Inglaterra.
También estuvo presente en los Mundiales de Copa Mundial de Fútbol de EE. UU. 1994 donde fueron eliminados por la sorpresa del torneo, la selección de Bulgaria y jugó en la Copa Mundial Francia 1998 donde fueron eliminados en cuartos de final esta vez por un gran combinado de Croacia, capitaneada por Boban y el goleador del torneo Šuker.
Disputó las Eurocopas de Suecia 1992, donde fue finalista con Alemania derrotada por la sorprendente selección de Dinamarca que se había clasificado por la eliminación de Yugoslavia que estaba en guerra, en esta Euro fue votado mejor jugador del torneo, en este torneo Alemania era la favorita ya que era la actual campeona del mundo.
También disputó la Eurocopa de fútbol 2000, donde Alemania hizo un torneo muy malo sumando solo un punto contra la entonces débil Rumanía.
También formó parte junto a Klinsmann del equipo que obtuvo la medalla de bronce en los Juegos Olímpicos de Seúl 1988.
Su apodo era el de "ratoncito Hässler" por su estatura que era de 1.66.

### Participaciones en Copas del Mundo
Copa Mundial de Fútbol de 1990 de Italia.
Campeón
Copa Mundial de Fútbol de 1994 de EE. UU.
Cuartos de final
Copa Mundial de Fútbol de 1998 de Francia.
Cuartos de final

## Clubes
| Club              | País     | Año       |
| ----------------- | -------- | --------- |
| FC Colonia        | Alemania | 1984-1990 |
| Juventus          | Italia   | 1990-1991 |
| AS Roma           | Italia   | 1991-1994 |
| Karlsruher SC     | Alemania | 1994-1998 |
| Borussia Dortmund | Alemania | 1998-1999 |
| 1860 Múnich       | Alemania | 1999-2003 |
| SV Salzburgo      | Austria  | 2003-2004 |

## Palmarés

### Copas internacionales
| Título                    | Equipo (*)    | Año  |
| ------------------------- | ------------- | ---- |
| Copa del Mundo            | Alemania      | 1990 |
| Eurocopa                  | Alemania      | 1996 |
| Copa Intertoto de la UEFA | Karlsruher SC | 1996 |

(*) Incluyendo la selección

### Distinciones individuales
| Distinción                                     | Año  |
| ---------------------------------------------- | ---- |
| Futbolista Alemán del Año                      | 1989 |
| Futbolista Alemán del Año                      | 1992 |
| Tercer puesto en el Jugador Mundial de la FIFA | 1993 |